# Utetheisa thytea
Utetheisa thytea är en fjärilsart som beskrevs av Rothschild 1914. Utetheisa thytea ingår i släktet Utetheisa och familjen björnspinnare. Inga underarter finns listade i Catalogue of Life.